# 특허 출원
특허 출원(patent application)은 특허 명세서에 기재된 발명품과 공식 문서에 명시된 하나 이상의 청구항에 대한 특허 부여를 위해 특허청에 계류 중인 신청이며, 여기에는 필요한 공식 양식 및 관련 서신이 포함된다. 특허 출원은 특허청의 행정 및 법적 체계 내에서 문서와 그 처리 과정을 결합한 것이다.
특허 부여를 얻기 위해서는 법인 또는 자연인은 해당 지역에서 특허를 부여할 관할권을 가진 특허청에 출원을 해야 한다. 이는 종종 국가 특허청이지만, 유럽 특허청과 같은 지역 기관일 수도 있다. 일단 특허 명세서가 해당 특허청의 법률을 준수하면, 명세서에 기재되고 청구된 발명에 대해 특허가 부여될 수 있다.
특허 부여를 위해 특허청과 "협상" 또는 "논쟁"하는 과정과 특허 부여 후 특허청과의 상호 작용은 특허 심사로 알려져 있다. 특허 심사는 특허 부여 후 특허 침해에 대한 법적 절차와 관련된 특허 소송과 구별된다.

## 정의
특허 출원이라는 용어는 발명에 대한 특허 발급을 요청하는 법적 및 행정 절차를 의미하며, 발명의 설명 및 청구항의 물리적 문서 및 내용, 절차적 서류 작업을 포함한다.
이 중 첫 번째, 즉 출원이 정당하다면 출원인이 받을 자격이 있는 법적 특권에 대한 요청은 본질적으로 일시적이다. 출원이 철회되거나 거부되거나 특허가 부여되는 즉시 존재를 멈춘다. 출원된 문서의 정보 내용(또는 다른 평범한 말로, 종이 조각)은 영구적으로 지속되고 존재하는 역사적 사실이다. "출원"이라는 표현은 모호성을 의식하지 않고 자주 사용된다. 이 표현은 숙련된 전문가조차도 오도할 수 있다.

## 지리적 범위
특허 출원이 출원되는 관청에 따라 해당 출원은 특정 국가에서의 특허 출원일 수도 있고, 여러 국가에서의 특허 출원일 수도 있다. 전자는 "국내 특허 출원"으로 알려져 있으며, 후자는 "지역 특허 출원"으로 알려져 있다.

### 국내 출원
국내 출원은 일반적으로 영국 특허청과 같은 국내 특허청에 출원하여 해당 관청의 국가에서 특허를 얻는다. 출원은 해당 관청에 직접 출원될 수도 있고, 국내 단계에 진입하면 지역 출원 또는 특허협력조약 (PCT)에 따른 국제 출원에서 비롯될 수도 있다.

### 지역 출원
지역 특허 출원은 여러 국가에서 효력을 가질 수 있는 출원이다. 유럽 특허청 (EPO)은 지역 특허청의 한 예이다. EPO는 단일 출원 절차를 통해 유럽 특허 협약 (EPC)에 가입한 일부 또는 모든 국가에서 효력을 가질 수 있는 특허를 부여한다. 다른 지역 특허청의 예로는 유라시아 특허 기구 (EAPO), 아프리카 지적 재산권 기구 (OAPI) 및 아프리카 지역 지적 재산권 기구 (ARIPO)가 있다.
지역 허가 기관에 출원하고 심사하는 것은 여러 국가에서 특허를 얻기 위해 모든 해당 국가에서 출원을 심사할 필요가 없으므로 유리하다. 따라서 보호를 얻는 비용과 복잡성이 감소한다.

### 국제 출원
특허협력조약 (PCT)은 세계 지식 재산권 기구 (WIPO)가 운영하며 중앙 집중식 출원 절차를 제공하지만, 이 조약에 따라 특허가 부여되는 것은 아니다.
PCT 시스템을 통해 출원인은 단일 언어로 단일 특허 출원을 할 수 있다. 국제 출원이라고 불리는 이 출원은 나중에 PCT에 가입한 어떤 국가에서도 특허를 받을 수 있다. WIPO, 또는 더 정확하게는 WIPO 국제 사무국은 특허 출원의 많은 절차를 중앙 집중식으로 수행하므로 특허가 궁극적으로 부여될 수 있는 모든 국가에서 절차를 반복할 필요가 없다. WIPO는 국제 조사 기관 (ISA) 중 하나가 수행하는 조사를 조정하고, 국제 출원을 공개하며, 국제 예비 심사 기관 (IPEA) 중 하나가 수행하는 예비 심사를 조정한다. 발명가와 출원인의 이름을 지정하고 우선권 서류의 공증된 사본을 제출하는 등의 절차도 중앙에서 수행할 수 있으며 반복할 필요가 없다.
PCT 경로를 통해 진행하는 주요 장점은 다양한 국가에서 특허를 얻을 수 있는 옵션을 유지하면서 다수의 출원 비용을 지연시킬 수 있다는 것이다. 대부분의 국가에서 국내 출원이 성공하면 국제 출원 공개일로부터 손해를 청구할 수 있다.

## 종류
특허청은 다양한 종류의 출원을 정의할 수 있으며, 각 출원은 다른 이점을 제공하고 다른 상황에서 유용하다. 각 관청은 출원 종류에 대해 다른 명칭을 사용하지만, 일반적인 그룹은 아래에 자세히 설명되어 있다. 각 그룹 내에는 발명 특허(미국에서는 "유용성 특허"라고도 함), 식물 특허 및 디자인 특허와 같은 특정 종류의 출원이 있으며, 각 출원에는 자체적인 실체 및 절차 규칙이 있을 수 있다.

### 표준 출원
표준 특허 출원은 특허 부여에 필요한 모든 필수 부분(예: 발명 및 청구항에 대한 서면 설명)을 포함하는 특허 출원이다. 표준 특허 출원은 출원된 특허청의 심사 결과에 따라 특허 부여로 이어질 수도 있고 그렇지 않을 수도 있다. 미국에서는 표준 특허 출원을 "비가출원" 출원이라고 한다.

### 가출원
가출원은 소수의 특허청, 특히 미국특허청에 제출할 수 있다. 미국 가출원이 미래의 완전한(즉, 비가출원) 표준 특허 출원의 우선권을 설정하려면, 가출원의 공개는 가능해야 한다. 청구항은 가출원에 필요하지 않지만, 청구항이 공개를 가능하게 하는 데 기여할 수 있으므로 청구항을 포함하는 것이 권장된다.
가출원의 공개는 제한된 시간(미국에서는 1년) 내에 특허를 추구할 경우 표준 특허 출원에 포함될 수 있다. 그렇지 않으면 가출원은 만료되고 공개되지 않으며 다른 특허 출원에 대한 선행 기술이 되지 않는다. 가출원의 제출만으로는 강제적인 권리를 얻을 수 없다. 완전한(비가출원) 출원에는 추가 정보(즉, 실험 데이터)가 추가될 수 있으며, 선행 기술 분석 목적(예: 신규성 (특허) 및 비자명성)을 위해 비가출원 출원은 두 가지 우선권을 갖는다.

### 계속 출원
일부 관청에서는 특허 출원을 이전 출원의 계속 출원으로 제출할 수 있다. 이러한 출원은 우선권 연도가 만료되고 추가 개선이 필요한 경우 이전 출원의 자료를 새로운 출원에 포함시키는 편리한 방법이다. 계속 출원 및 일부 계속 출원과 같은 다양한 종류의 계속 출원이 가능하다.

### 분할 출원
분할 출원은 기존 출원에서 "분할"된 출원이다. 분할 출원은 분할된 출원(그 모출원)에 포함된 주제만 포함할 수 있으며, 모출원의 출원일과 우선권을 유지한다. 분할 출원은 발명의 단일성 이의가 제기된 경우 유용하며, 이 경우 추가 발명은 분할 출원에서 보호될 수 있다.

## 준비, 출원, 심사

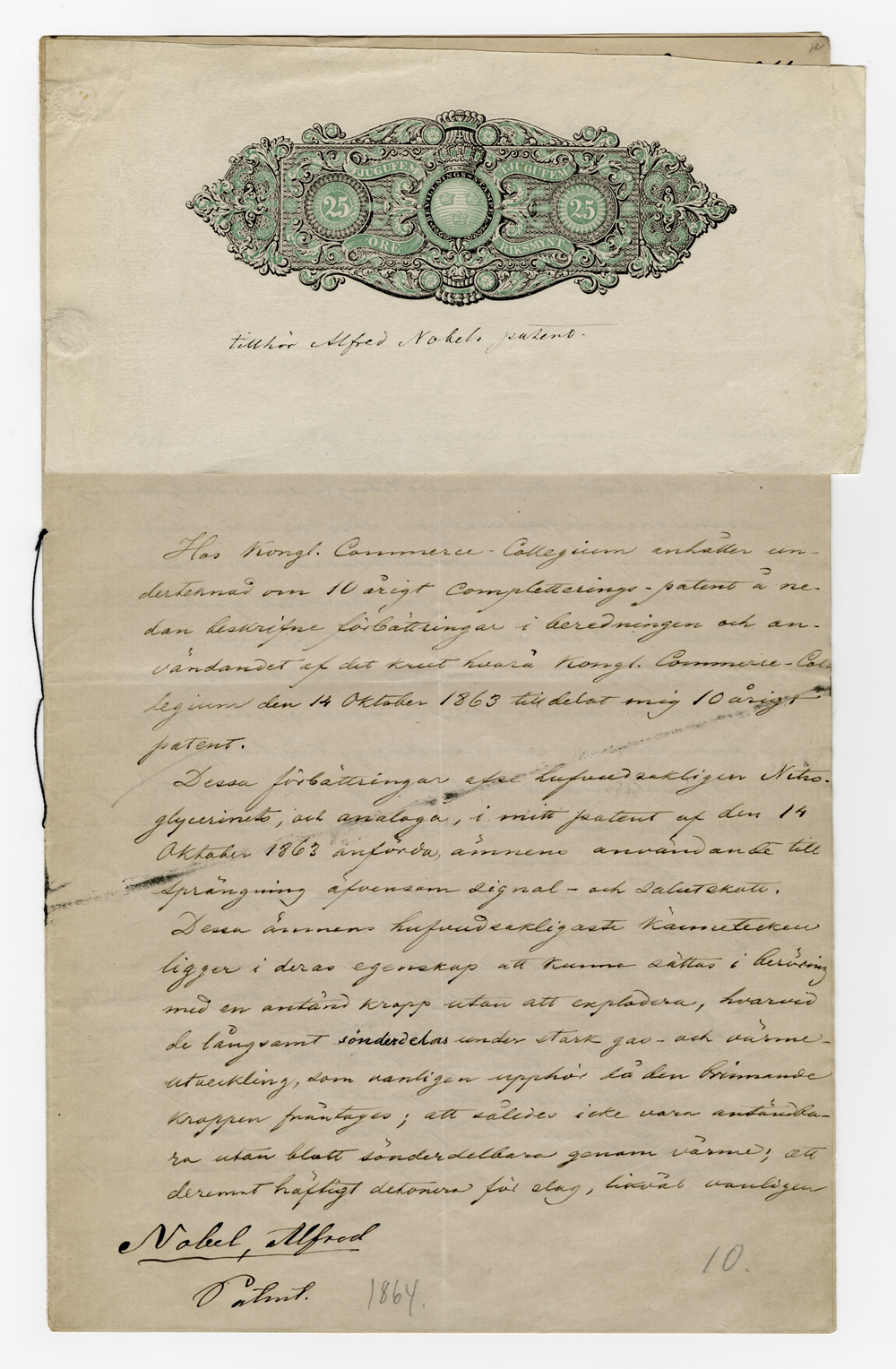
스웨덴의 1864년 특허 출원; 알프레드 노벨은 다이너마이트로 이어질 발견에 대한 특허를 요청했다.

특허 부여 절차는 발명을 설명하는 명세서 준비로 시작된다. 이 명세서는 심사를 위해 특허청에 제출되며, 결국 출원에 설명된 발명에 대한 특허는 부여되거나 거절된다.

### 특허 명세서
특허 명세서는 특허를 구하는 발명을 설명하고 특허의 보호 범위를 설정하는 문서이다. 따라서 명세서는 일반적으로 발명의 배경 및 개요를 자세히 설명하는 섹션, 발명 및 발명의 실시예에 대한 설명, 그리고 보호 범위를 설정하는 청구항을 포함한다. 명세서는 발명의 설명을 돕는 도면, 유전자 서열 및 생물학적 기탁에 대한 참조, 또는 컴퓨터 코드 등 출원의 주제에 따라 다를 수 있다. 대부분의 특허청은 또한 검색을 돕기 위해 발명의 요약을 제공하는 요약서를 출원에 포함할 것을 요구한다. 출원에는 일반적으로 제목도 제공되어야 한다.
각 특허청은 명세서 형식과 관련된 규칙을 가지고 있으며, 용지 크기, 글꼴, 레이아웃, 섹션 순서 및 제목과 같은 사항을 정의한다. 이러한 요구 사항은 관청마다 다르다.
명세서는 제출된 후 일반적으로 수정될 수 없으므로(좁은 예외 제외), 처음에 올바르게 작성하는 것이 중요하다.
특허 출원은 일반적으로 발명에 대한 설명과 이를 정의한다고 주장하는 최소 하나의 청구항을 포함한다. 특허 출원은 발명을 설명하기 위한 도면을 포함할 수도 있다. 일반적으로 도면은 흑백이어야 하며 색칠이 없어야 한다. 또한 일반적으로 요약서가 필요하다.
예를 들어, 국제 (PCT) 출원은 "요청, 설명, 청구항 또는 청구항들, 하나 이상의 도면(발명의 이해에 필요한 경우), 그리고 요약서"를 포함해야 한다. Rule 5 PCT는 국제 출원의 설명이 포함해야 할 내용을 더 자세히 명시한다.
또 다른 예로, 유럽 특허 출원은 "유럽 특허 부여 요청, 발명 설명, 하나 이상의 청구항, 설명 또는 청구항에서 언급된 모든 도면, 그리고 요약서"로 구성된다. Rule 42 EPC는 유럽 특허 출원의 설명이 포함해야 할 내용을 더 자세히 명시한다.

### 청구항
특허 명세서의 청구항은 특허에 의해 부여되는 보호 범위를 정의한다. 청구항은 특정 법적 스타일로 발명을 설명하며, 특허를 침해하는 것을 명확하게 정의하는 방식으로 발명의 필수 특징을 설정한다. 청구항은 종종 심사 과정에서 범위를 좁히거나 확대하기 위해 수정된다.
청구항은 하나 이상의 계층적 청구항 세트를 포함할 수 있으며, 각 세트에는 가장 넓은 보호를 설정하는 하나 이상의 주청구항, 독립 청구항, 그리고 발명의 더 구체적인 특징을 정의하여 그 보호를 좁히는 다수의 종속 청구항이 있다.
미국에서는 특허가 부여된 후에도 청구항을 수정할 수 있지만, 그 범위는 원래 명세서에 공개된 내용을 넘어 확장될 수 없다. 특허 발행 후 2년 이내에는 청구항 범위 확장이 허용되지 않는다.

### 출원일
출원의 출원일은 공개된 정보가 선행 기술이 될 수 없는 기준일(그러나 우선권 또한 고려해야 함)을 설정하며, 또한 대부분의 관할권에서 발명에 대한 특허 권리는 해당 발명에 대한 출원을 처음 제출한 사람에게 있기 때문이다 (참조: 선출원주의와 선발명주의). 따라서 가능한 한 빨리 출원하는 것이 일반적으로 유리하다.
출원일을 얻으려면 제출된 서류가 제출된 특허청의 규정을 준수해야 한다. 모든 규칙을 준수하는 완전한 명세서가 출원일을 얻기 위해 요구되지 않을 수 있다. 예를 들어, 영국에서는 출원일을 얻기 위해 청구항과 요약서가 필요하지 않으며 나중에 추가할 수 있다. 그러나 출원일 이후에는 출원에 주제를 추가할 수 없으므로 출원 시점에서 출원과 관련된 모든 자료를 공개하는 것이 중요하다. 출원일 부여 요건이 충족되지 않으면 특허청은 출원인에게 미비점을 통지한다. 해당 특허청의 법률에 따라 출원일을 변경하지 않고 수정이 가능하거나, 요건이 완료된 날짜로 조정된 출원일이 출원에 부여될 수 있다. 제출된 출원에는 일반적으로 출원 번호가 부여된다.
특허법 조약 (PLT)에 가입한 국가의 경우, PLT는 어떤 체약국의 특허청이든 세 가지 간단한 형식적 요구 사항을 준수하는 경우 출원에 출원일을 부여해야 한다고 요구한다. 첫째, 특허청이 접수한 요소가 발명에 대한 특허 출원을 목적으로 한다는 표시; 둘째, 특허청이 출원인을 식별하거나 연락할 수 있도록 하는 표시 (단, 체약국은 두 가지 모두를 요구할 수 있음); 셋째, 발명의 설명으로 보이는 부분. 출원일을 부여하기 위해 추가적인 요소가 요구될 수 없다. 특히, 체약국은 출원일 요구 사항에 하나 이상의 청구항 또는 출원료를 포함시킬 수 없다. 위에서 언급했듯이 이러한 요구 사항은 최대 요구 사항이 아니라 절대적인 요구 사항이므로, 체약국은 이러한 모든 요구 사항이 충족되지 않는 한 출원일을 부여할 수 없다.

### 우선권 주장
특허 출원은 하나 이상의 이전에 출원된 출원에 대해 우선권을 주장하여 이러한 이전 출원에 포함된 정보에 대해 해당 이전 출원의 출원일을 이용할 수 있다. 우선권 주장은 더 이른 유효 출원일이 선행 기술 공개 수를 줄여 특허 취득 가능성을 높이므로 바람직하다.
우선권 시스템은 많은 국가에서 특허 출원을 제출하는 데 유용하며, 동일한 발명에 대해 이전에 제출된 어떤 출원도 나중 출원에 불리하게 작용하지 않고 출원 비용을 최대 1년까지 지연시킬 수 있다.
우선권 주장에 관한 규칙은 산업재산권 보호를 위한 파리 협약에 따르며, 파리 협약에 따라 우선권 시스템을 제공하는 국가는 조약 국가라고 한다. 이러한 규칙은 위에서 설명한 특허협력조약 (PCT)에 따른 규칙과 혼동해서는 안 된다.

### 보안 문제
많은 국가 특허청에서는 외국에 특허 출원을 제출하기 전에 보안 허가를 받아야 한다. 이러한 허가는 (특히) 전쟁 또는 핵무기와 관련된 기술의 확산 및 공개를 방지함으로써 국가안전보장을 보호하기 위한 것이다.
규칙은 특허청마다 다르지만, 일반적으로 모든 출원된 출원은 검토되며 관련 자료가 포함된 경우 기밀 명령이 부과될 수 있다. 이 명령은 출원 공개 및 발명과 관련된 특허의 외국 출원을 금지할 수 있다.
발명가의 거주 국가 이외의 국가에 출원을 제출하고자 하는 경우, 해외 출원을 허가하기 위해 발명가의 국내 특허청으로부터 해외 출원 허가를 받아야 할 수 있다. 미국특허청과 같은 일부 관청은 특정 시간(예: 6개월) 이후에 기밀 명령이 내려지지 않으면 자동 허가를 부여할 수 있다.

### 공개
특허 출원은 일반적으로 출원의 가장 빠른 우선권일로부터 18개월 후에 공개된다. 그 공개 이전에 출원은 특허청에 대해 기밀이다. 공개 후에는 현지 규정에 따라 출원 파일의 일부 부분이 기밀로 유지될 수 있지만, 출원인(또는 그 대리인)과 특허청 간의 모든 통신이 공개되는 것이 일반적이다.
특허 출원의 공개는 해당 출원이 공개적으로 이용 가능하게 되는 날짜를 표시하며, 따라서 해당 출원이 전 세계 다른 특허 출원에 대한 완전한 선행 기술이 되는 날짜를 표시한다.

### 특허 출원 중
표현 특허 출원 중은 주장된 발명이 특허 출원의 대상임을 경고하는 것이다. 이 용어는 발명을 포함하는 제품에 표시하여 제3자가 특허 부여 후 제품을 복사하면 특허를 침해할 수 있음을 알리기 위해 사용될 수 있다. 제품에 이 용어를 사용하여 표시하는 규칙은 특허청마다 다르며, 이러한 표시의 이점도 다르다. 일반적으로 제품에 이 용어를 적용하는 것은 해당 제품에 구현된 발명에 대해 실제로 특허 출원 중인 경우 허용된다.

### 특허 가능한 주제
특허는 발명 보호를 위해 부여되지만, 발명이 어떤 분야에서든 발생할 수 있는 반면, 특허법은 특허 부여가 가능한 분야에 제한을 두고 있다. 이러한 제한은 특허성 제외로 알려져 있다.
특허 가능한 주제의 범위는 유럽보다 미국에서 훨씬 더 넓다. 예를 들어, 유럽에서는 컴퓨터 소프트웨어나 정신적 행위를 수행하는 방법 등은 특허 받을 수 없다. 특히 소프트웨어 및 비즈니스 방법에 대한 특허 가능 주제는 매우 논쟁적이다.

### 검색 및 심사
출원 후, 특정 관할권에서는 체계적으로 또는 요청에 따라 특허 출원에 대한 검색이 수행된다. 검색의 목적은 주장된 발명의 특허성(즉, 청구된 주제와 관련된 것)과 관련될 수 있는 선행 기술을 밝히는 것이다. 조사 보고서는 일반적으로 출원과 함께 출원의 우선권으로부터 18개월 후에 공개되며, 따라서 공개 문서이다. 조사 보고서는 출원인에게 출원을 계속 진행해야 하는지 아니면 유용한 특허 부여를 방해하는 선행 기술이 있는지 판단하는 데 유용하며, 이 경우 출원인은 더 이상의 비용을 지출하기 전에 출원을 포기할 수 있다. 조사 보고서는 일반 대중 및 경쟁자들에게도 유용하며, 이를 통해 출원 중인 특허 출원에 부여될 수 있는 보호 범위에 대한 아이디어를 얻을 수 있다.
미국을 포함한 일부 관할권에서는 별도의 검색이 수행되지 않고 검색과 심사가 결합된다. 이 경우 별도의 검색 보고서는 발행되지 않으며, 출원 심사가 이루어진 후에야 특허청 심사관이 관련 있다고 간주하는 선행 기술을 출원인이 알게 된다.
심사는 출원이 관련 특허법의 요구 사항을 준수하는지 확인하는 과정이다. 심사는 일반적으로 반복적인 과정으로, 특허청이 출원인에게 이의 제기를 통지한다(거절 이유 통지 참조). 출원인은 이의를 극복하기 위해 주장 또는 수정으로 응답할 수 있다. 수정과 주장은 수락되거나 거절될 수 있으며, 추가 응답을 유발하고, 특허가 발행되거나 출원이 포기되거나 거절될 때까지 계속된다. 특허 출원 심사가 긴 과정일 수 있으므로, 미국특허청 및 기타 국가 특허청을 포함한 많은 특허청은 여러 우선 심사 프로그램을 도입했다. 이러한 프로그램은 특정 분야 또는 소규모 기업을 대상으로 했다. 프로그램 후 연구에서는 소규모 기업(직원 500명 미만)이 대기업보다 우선 특허 출원 가속 심사를 신청할 가능성이 거의 4배 더 높으며, 또한 미국특허청의 트랙 원 프로그램을 통해 심사된 특허가 인용될 가능성이 최대 44% 더 높다는 사실을 발견했다.

### 발행 또는 부여
특허 출원이 관련 특허청의 요구 사항을 준수하면 특허는 추가 공식 수수료가 부과되어 부여되며, 유럽 특허 시스템과 같은 일부 지역 특허 시스템에서는 특허를 유효하게 하려면 출원인이 보호를 원하는 국가의 공식 언어로 출원 번역을 제공해야 한다.
발행일은 특정 출원의 심사를 사실상 종료하며, 이후에는 계속 출원을 제출할 수 없으며, 침해가 부과될 수 있는 날짜를 설정한다. 또한 1995년 이전에 미국에 제출된 출원의 발행일은 특허 기간에도 영향을 미치지만, 이후 제출된 출원의 기간은 전적으로 출원일에 의해 결정된다.

### 발행 또는 부여 후
많은 관할권에서는 특허가 발행된 후 기간 동안 특허 유효성을 유지하기 위해 유지료를 주기적으로 납부해야 한다. 수수료를 제때 납부하지 않으면 특허 보호가 상실된다.
발행된 특허의 유효성은 발행 후 다양한 유형의 이의 제기에 의해 영향을 받을 수도 있으며, 이 중 일부는 특허청이 출원을 재심사하도록 할 수 있다.

### 특허권자
특허를 부여받은 사람은 특허권자, 특허 소유자, 특허 소유자 또는 특허 보유자로 알려져 있다. 특정 국가에 대해 특허가 부여된 후 해당 국가에서 발명을 상업적으로 이용하고자 하는 사람은 특허권자의 허락을 받아야 한다. 원칙적으로 특허권자의 허락 없이 특허 발명을 이용하는 사람은 불법 행위를 저지른다. 보호는 일반적으로 20년의 제한된 기간 동안 부여된다. 특허가 만료되면 보호는 종료되고 발명은 공중 도메인에 진입한다("특허 만료"라고도 함). 특허권자는 더 이상 발명에 대한 독점적인 권리를 보유하지 않으며, 이 발명은 다른 사람들이 상업적으로 이용할 수 있게 된다.

## 특허에 의해 부여되는 권리
특허에 의해 부여되는 권리는 특허가 부여된 국가의 특허법에 설명되어 있다. 특허 소유자의 배타적 권리는 일반적으로 다음으로 구성된다.
- 제품 특허의 경우, 제3자가 소유자의 동의 없이 해당 제품을 제조, 사용, 판매 제안 또는 판매하거나 이러한 목적으로 수입하는 것을 방지할 권리, 그리고
- 방법 특허의 경우, 제3자가 소유자의 동의 없이 해당 방법을 사용하는 것을 방지할 권리, 그리고 소유자의 동의 없이 해당 방법으로 직접 얻은 제품을 사용, 판매 제안 또는 판매하거나 이러한 목적으로 수입하는 것을 방지할 권리[14]

특허권자는 발명을 이용할 법적 권리가 부여되는 것이 아니라, 다른 사람들이 상업적으로 이용하는 것을 방지할 법적 권리가 부여된다. 특허권자는 다른 당사자에게 상호 합의된 조건으로 자신의 발명을 사용하도록 허락하거나 면허를 부여할 수 있다. 또한 특허권을 다른 사람에게 판매할 수 있으며, 이 경우 새로운 특허 소유자가 된다. 특허된 발명이 특허 소유자의 허가 없이 합법적으로 이용될 수 없다는 원칙에는 특정 예외가 있다. 이러한 예외는 특허권자의 합법적인 이익과 경쟁자, 소비자 등의 이익 사이의 균형을 고려한다. 예를 들어, 많은 특허법은 특허권자의 허가 없이 특허된 발명이 이용될 수 있도록 허용한다: 비상업적 목적을 위한 개인적 행위; 실험 목적 또는 과학 연구를 위한 행위; 그리고 의약품에 대한 규제 승인을 얻기 위한 행위. 또한 많은 법은 더 넓은 공익을 위해 강제 면허가 부여될 수 있는 다양한 상황과 특허 소유자의 허가 없이 정부가 특허된 발명을 사용할 수 있도록 규정하고 있다.

## 특허 출원의 동향

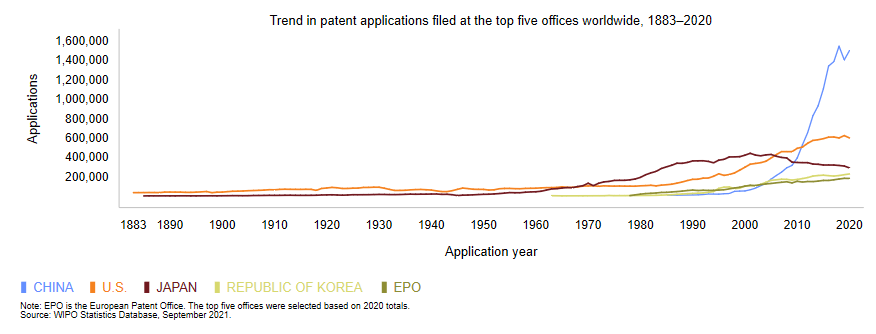
세계 지식 재산권 기구 출처, 1883년부터 2020년까지 전 세계 상위 5개 관청에 출원된 특허 출원 동향.

### 전 세계 동향
2020년에는 전 세계적으로 330만 건의 특허 출원이 제출되었다. 이는 2019년 대비 1.6% 증가한 수치이다.
| 년   | 출원 건수 | 성장률 (%) |
| ---- | --------- | ---------- |
| 2006 | 1 791 700 | 5,2        |
| 2007 | 1 874 700 | 4,6        |
| 2008 | 1 930 000 | 2,9        |
| 2009 | 1 855 900 | -3,8       |
| 2010 | 1 997 400 | 7,6        |
| 2011 | 2 158 200 | 8,1        |
| 2012 | 2 356 500 | 9,2        |
| 2013 | 2 556 000 | 8,5        |
| 2014 | 2 671 800 | 4,5        |
| 2015 | 2 878 200 | 7,7        |
| 2016 | 3 116 900 | 8,3        |
| 2017 | 3 161 200 | ..         |
| 2018 | 3 325 500 | 5,2        |
| 2019 | 3 226 100 | -3,0       |
| 2020 | 3 276 700 | 1,6        |

참고: 전 세계 총계는 161개 특허청 데이터를 사용한 세계 지식 재산권 기구 추정치이다. 이 총계에는 국가 및 지역 특허청에 직접 출원된 출원과 특허협력조약 국내 단계를 통해 특허청에 진입한 출원(해당되는 경우)이 포함된다. 중국의 2017년 이전 데이터는 방법론 변경으로 인해 비교할 수 없다. 이러한 데이터 시리즈의 중단과 중국의 높은 출원 건수로 인해 전 세계 수준에서 정확한 2017년 성장률을 보고할 수 없다.

### 상위 PCT 특허 출원인
특허협력조약 (PCT)는 1970년에 체결된 국제 특허법 조약이다. 이 조약은 각 체약국에서 발명을 보호하기 위한 특허 출원 제출에 대해 통일된 절차를 제공한다. PCT에 따라 제출된 특허 출원을 국제 출원 또는 PCT 출원이라고 한다.
| 출원인                                 | 국가           | 2019 PCT 출원 | 2020 PCT 출원 | 2021 PCT 출원 | 2022 PCT 출원 | 2023 PCT 출원 |
| -------------------------------------- | -------------- | ------------- | ------------- | ------------- | ------------- | ------------- |
| 화웨이                                 | 중화인민공화국 | 4411          | 5464          | 6952          | 7689          | 6494          |
| 삼성전자                               | 대한민국       | 2334          | 3093          | 3041          | 4387          | 3924          |
| 퀄컴                                   | 미국           | 2127          | 2173          | 3931          | 3855          | 3410          |
| 미쓰비시 전기                          | 일본           | 2661          | 2810          | 2673          | 2320          | 2152          |
| BOE 테크놀로지                         | 중화인민공화국 | 1864          | 1892          | 1980          | 1884          | 1988          |
| LG전자                                 | 대한민국       | 1646          | 2759          | 2885          | 1793          | 1887          |
| 에릭슨                                 | 스웨덴         | 1698          | 1989          | 1878          | 2158          | 1863          |
| CATL                                   | 중화인민공화국 |               |               | 271           | 266           | 1799          |
| 오포                                   | 중화인민공화국 | 1927          | 1801          | 2209          | 1963          | 1766          |
| 니폰 텔레그래프 앤 텔레폰 커뮤니케이션 | 일본           |               |               | 1508          | 1884          | 1760          |
| ZTE                                    | 중화인민공화국 | 1566          | 1793          | 1493          | 1479          | 1738          |
| 파나소닉                               | 일본           | 1567          | 1611          | 1741          | 1776          | 1722          |

### PCT 출원에서 여성 발명가의 참여

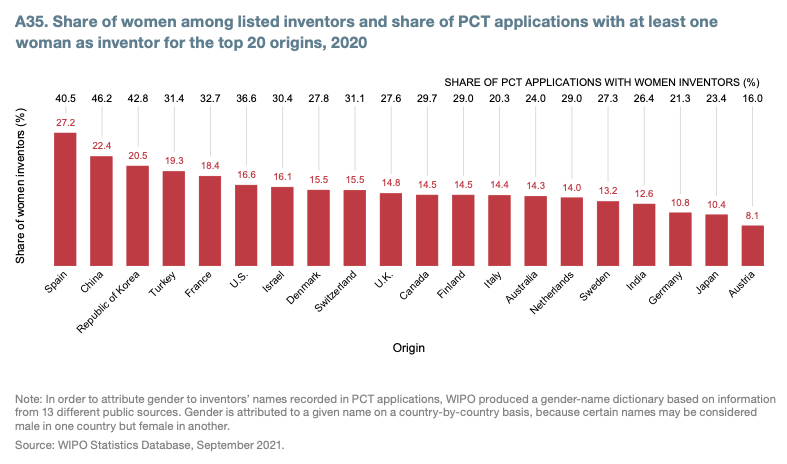
2020년 상위 20개 국가의 PCT 출원에서 여성 발명가 비율 및 적어도 한 명의 여성 발명가를 포함하는 PCT 출원 비율

2020년에는 특허협력조약 출원에 등재된 전체 발명가 중 여성은 16.5%, 남성은 나머지 83.5%를 차지했다. 여성 발명가의 비율은 2006년 11.3%에서 2020년 16.5%로 증가했다. 더욱이 지난 10년 동안 전 세계 모든 지역에서 여성 발명가의 비율이 증가했다. 2020년에는 약 33.7%의 PCT 출원이 적어도 한 명의 여성 발명가를 명시했고, 95.9%가 적어도 한 명의 남성 발명가를 명시했다. 적어도 한 명의 여성 발명가를 포함하는 PCT 출원 비율은 2006년 22%에서 2020년 33.7%로 증가한 반면, 적어도 한 명의 남성 발명가를 포함하는 출원 비율은 같은 기간 동안 97.3%에서 95.9%로 감소했다.
PCT 발명가들 사이의 성별 격차는 국가별로 상당히 다르다. 2020년 상위 20개 국가 중 스페인(27.2%), 중화인민공화국(22.4%), 대한민국(20.5%)이 여성 발명가의 비율이 가장 높았다. 반대로 독일(10.8%), 일본(10.4%), 오스트리아(8.1%)가 가장 낮았다.
생명 과학과 관련된 기술 분야는 2020년 여성 발명가가 포함된 PCT 출원 비율이 비교적 높았다. 생명 공학(29.5%), 식품 화학(29.4%), 의약품(28.6%), 생물학적 재료 분석(25.9%), 유기 정밀 화학(25.2%) 분야에서 공개된 PCT 출원에 등재된 발명가의 4분의 1 이상을 여성이 차지했다.

## 같이 보기
- 심사 계류 특허 출원 적체
- INID 코드
- 코카이
- 특허법 용어집
- 특허청 목록
- 특허 회피, 1909년까지 미국특허청이 사용했던 가출원 유형
- 특허 모델, 1880년까지 미국특허청이 요구했던 발명의 소형 모델
- 개념 증명
- 미국 법정 발명 등록
- 특허 절차 목적을 위한 미생물 기탁의 국제적 인정에 관한 부다페스트 조약

## 추가 문헌
- Eugenio Archontopoulos, 도미니크 겔렉, Niels Stevnsborg, Bruno van Pottelsberghe de la Potterie, Nicolas van Zeebroeck, 작은 것이 아름다울 때: EPO 특허 출원 양의 진화와 결과 측정 보관됨 2012-02-18 - 웨이백 머신, 2006, No 06-019.RS, 브뤼셀 자유대학교 Solvay Business School, Centre Emile Bernheim (CEB)의 CEB 워킹 페이퍼 (pdf)